# 久保田貫一

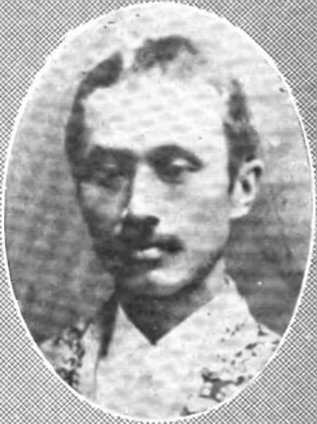
久保田貫一

久保田 貫一（くぼた かんいち、1850年6月26日（嘉永3年5月17日）- 1942年（昭和17年）6月13日）は、明治期の官僚。県知事、錦鶏間祗候。

## 経歴
但馬豊岡藩士・久保田周輔の三男として豊岡に生まれる。
1879年、外務省に入り書記生となりロンドンに在勤。以後、農商務省・参事院・内務省などの各書記官、兼内務大臣秘書官などを歴任。
1891年4月、埼玉県知事に就任。1892年2月、第2回衆議院議員総選挙において選挙干渉を行った。このため民党から反発が起こり、同年11月、県会において知事不信任案が可決された。久保田は県会の解散を命じて選挙が行われたが、不信任案に賛同した議員のほとんどが再選され、同年12月に久保田は知事を非職となった。
1897年4月、和歌山県知事として復帰し、1898年10月まで在任。1899年5月、鳥取県知事に就任。1900年1月、内務省監獄局長に転じた。同年7月、監獄局が司法省に移管され、引き続き監獄局長を務め、1906年1月に退任した。同年2月16日、錦鶏間祗候に任じられた。

## 栄典・授章・授賞
位階
- 1885年（明治18年）5月7日 - 正六位[3]
- 1891年（明治24年）4月21日 - 従四位[4]
- 1896年（明治29年）1月17日 - 正四位[5]

勲章等
- 1889年（明治22年）11月29日 - 大日本帝国憲法発布記念章[6]
- 1897年（明治30年）12月28日 - 勲四等瑞宝章[7]
- 1902年（明治35年）12月27日 - 勲三等瑞宝章[8]
- 1906年（明治39年）4月1日 - 旭日中綬章[9]
- 1940年（昭和15年）8月15日 - 紀元二千六百年祝典記念章[10]

## 親族
- 兄 久保田譲（文部大臣）
- 娘婿 佐竹三吾（法制局長官）
- 娘婿 嘉納徳三郎（専売局長官）